# Gama-sekretáza

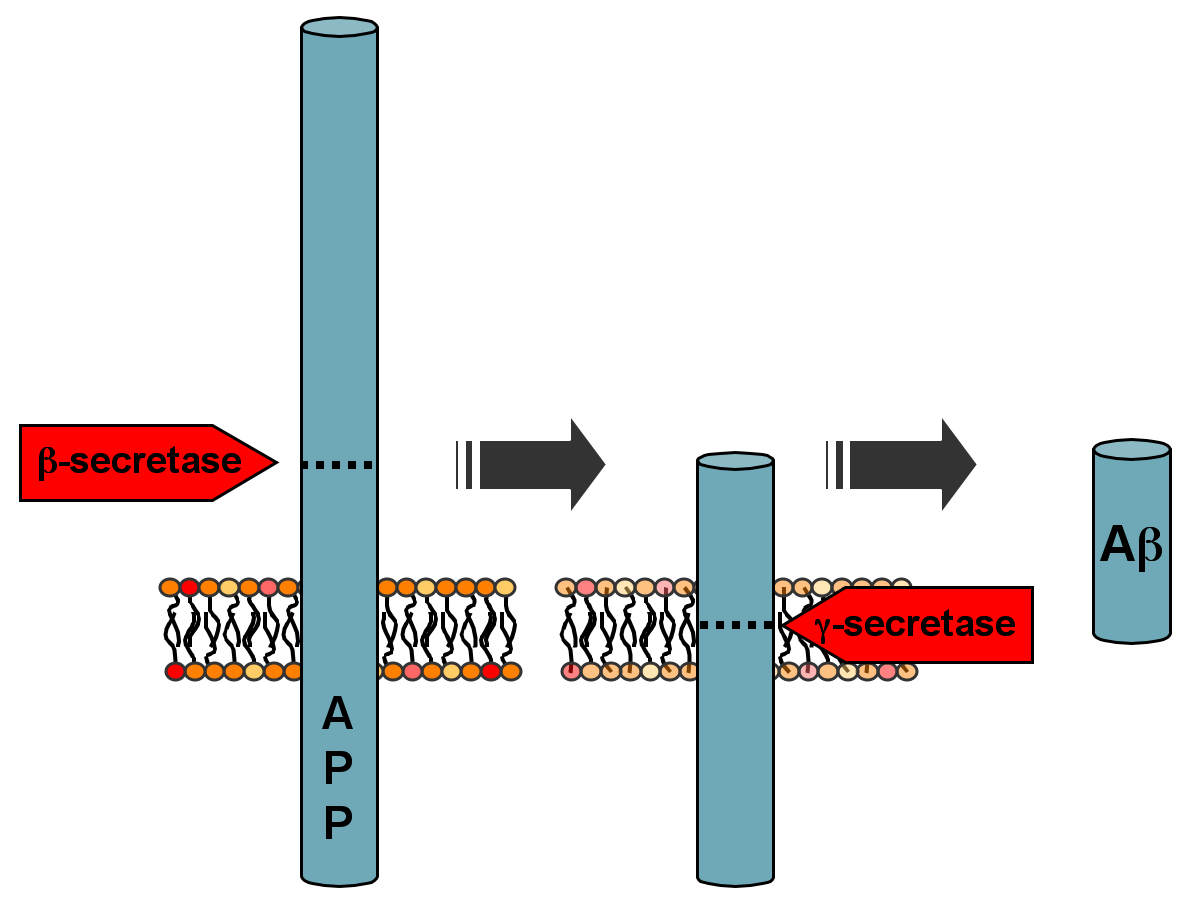
APP protein a místa, kde je štěpen sekretázami beta a gama

Gama-sekretáza (γ-sekretáza) je membránový protein pracující jako aspartyl-proteáza. Je to komplex minimálně čtyř proteinů, těmi jsou presenilin (PS), nicastrin (Nct), APH-1 a PEN-2. Štěpí celou řadu membránových substrátů, zejména však amyloidový prekurzorový protein (APP) a Notch, inzulinový receptor, ale i některé kadheriny a neurexiny.

## Štěpení APP a Alzheimerova choroba
Tento enzym štěpí amyloidový prekurzorový protein (APP) vedví a dává tak vzniknout amyloidu beta (Aβ) o proměnlivé délce od 37 do 46 aminokyselin. Aβ má zřejmě regulační roli v centrální nervové soustavě, má pozitivní vliv na procesy, jako je paměť a učení. Nejznámější je však škodlivá funkce Aβ v procesu vzniku Alzheimerovy choroby – kumuluje se v tzv. amyloidových placích v mozku a způsobuje degeneraci neuronů v okolí. Mutace v presenilinu, jedné z podjednotek γ-sekretázy, mohou vyvolávat dědičný typ Alzheimerovy choroby s časným nástupem (EO-FAD) – zřejmě zvyšují poměr mezi dvěma významnými typy beta amyloidu – Aβ42 a Aβ40 – přičemž právě Aβ42 má silnější sklon agregovat a vytvářet amyloidové plaky.

## Inhibitory
Inhibitory gama-sekretázy by mohly být vhodnými účinnými látkami pro léčbu Alzheimerovy choroby. Inhibitory první generace však mají celou řadu vedlejších účinků, spojených se zablokováním Notch signalizace jako celku. Hledají se proto látky, které by činnost gama-sekretázy pouze modulovaly. Existuje i snaha zlepšit prostupnost těchto látek přes hematoencefalickou bariéru.